# Нечитайло Ігор Дорофійович
Ігор Дорофійович Нечита́йло (3 квітня 1925, Юнашки — дата смерті невідома) — український радянський графік, педагог; член Спілки художників України з 1970 року.

## Біографія
Народився 3 квітня 1925 року в селі Юшашках (нині Вінницький район Вінницької області, Україна). Брав участь у німецько-радянській війні. Нагороджений орденом Вітчизняної війни І ступеня (6 квітня 1985). У 1953—1959 роках навчався у Київському художньому інституті, був учнем Василя Касіяна.
У 1959—1964 роках викладав у Кишинівському художньому училищі; у 1964—1966 роках — дитячій художній школі Кишинева.
Згодом переїхав до Миколаєва де мешкав у будинку на проспекті Леніна, № 96, квартира № 23.

## Творчість
Працював у галузі станкової графіки та плаката. Серед робіт:
- «Тут буде вулиця» (літографія, 1961);
- «Галявина лісу» (1964);
- «Струмок» (1964);
- «Забута дорога» (акварель, 1966);
- «Розвідка» (ліногравюра, 1970);
- «Поєдинок» (ліногравюра, 1970);
- «Загарбники» (ліногравюра, 1970).